# Dongfeng Motor
Dongfeng Motor Corporation (кит.: 东风 汽车 公司, Дунфен ціче гунси, букв. «Автомобільна компанія 'Східний вітер'») — китайська автомобілебудівна компанія, одна з найбільших на автомобільному ринку Китаю.

## Історія
Корпорація Dongfeng була заснована в Китаї в 1969.

## Діяльність
Основний напрямок діяльності компанії включає виробництво всіх видів комерційного транспорту, військової техніки, легкових автомобілів, запасних частин і автомобільних аксесуарів, а також з
недавнього часу електродвигунів та електроавтомобілів. На початок 2005 активи корпорації Dongfeng становили 76 890 000 000 юанів, а загальне число співробітників сягнула 106 000 осіб.

## Створення DONGFENG Motor Company Limited
З метою подальшого розвитку та завоювання міжнародного ринку компанія Dongfeng Motor об'єднала свої ресурси з компанією Nissan, в результаті чого було утворено найбільше спільне підприємство автомобільної промисловості Китаю — Dongfeng Motor Company Limited (DFL).
Виробничий процес DFL включає в себе всі етапи: штампування, зварювання, фарбування, складання, перевірку якості тощо. Виробниче обладнання компанії і її технологічні процеси є зразковими для виробників комерційної техніки в Китаї.

## Спільні підприємства
Dongfeng є китайським партнером у багатьох спільних підприємств, які роблять вантажні і легкові автомобілі.

### Dongfeng Cummins Engine Co., Ltd
Дочірня компанія Dongfeng Automobile Co Ltd. Dongfeng Cummins Engine Co, Ltd є спільним підприємством з американською Cummins, яке було створене в 1995 році і займається виробництвом двигунів вантажних автомобілів і т. д.

### Dongfeng Dana Axle Co., Ltd
Засноване у 2005 році спільне підприємство з американською Dana Corporation. З 2011 року Dana і Dongfeng мають по 50 % акцій цього спільного підприємства.

### Dongfeng HondaAutomobile Company
Заснована в 2003 і виробляє марки позашляховиків і автомобілів Honda для китайського ринку. Серед продуктів, вироблених цим спільним з Honda підприємством, моделі Honda Civic, CR-V і Spirior. Станом на початок 2011, деякі пропозиції можуть включати японське виробництво частин.
Інші Honda-фірмові моделі, які продаються в Китаї, виготовлені компанією Guangqi Honda Automobile Co Ltd.

### Dongfeng Yueda Kia Motor Co., Ltd
Спільне підприємство з корейською Kia Motors. Компанія виробляє автомобілі марки Kia для китайського ринку. Kia має 50 % частку. Компанія має дві виробничі бази в Китаї.

### Zhengzhou NissanAutomobile Co., Ltd.
Це китайсько-японське спільне підприємство з виробництва готових автомобілів, створене в 1993 році. Dongfeng Motor Joint Stock Co., Ltd має капітал у розмірі 51 %. Компанія позиціонує себе як головну основу для розвитку продукції з легких комерційних автомобілів Dongfeng і Nissan.

### DongfengYulon
Це на рівних частках спільне підприємство з тайванським автовиробником Yulon Motors.